# TVXQ
TVXQ (akronim od Tong Vfang Xien Qi (chiń. 東方神起)) – koreański dwuosobowy zespół muzyczny, powstały pod skrzydłami SM Entertainment. W Korei Południowej są znani również jako Dong Bang Shin Ki (동방신기), w Japonii zaś jako Tōhōshinki. TVXQ są jednymi z najpopularniejszych zespołów w Azji, poza Koreą Południową i Japonią sukces odnieśli także w Chinach, Singapurze, Tajlandii i innych krajach. Zespół jest jedną z grup muzycznych z największą liczbą sprzedanych egzemplarzy albumów w Korei Południowej, a także zespołem koreańskim z największą liczbą certyfikowanych formatów wydawniczych w Japonii.
Nazwę zespołu z każdego języka można przetłumaczyć na polski jako Wschodzący Bogowie Wschodu (ang. Rising Gods of the East).
TVXQ zadebiutowało jako pięcioosobowy zespół, ale w 2009 roku trzech członków zespołu zdecydowało się na odejście. Od 2011 roku Dong Bang Shin Ki funkcjonuje jako duet.

## Historia

### 2003: Formacja
Wraz z rozpadem H.O.T. w 2001 roku i odejściem Shinhwa z agencji w 2003 roku, producent Lee Soo-man z SM Entertainment musiał szukać innego boysbandu, który rywalizowałby z innymi popularnymi męskimi grupami idoli na rozwijającym się rynku K-popu. Na początku 2003 roku Lee ostatecznie wybrał pięciu nastoletnich chłopców z czterech różnych zespołów szkoleniowych SM, którzy mieli zadebiutować w grupie wokalno-tanecznej. Xiah Junsu, który jako pierwszy dołączył do nowej grupy, stał się stażystą SM w wieku jedenastu lat i początkowo trenował na solistę. Został zgrupowany z Sungminem i Eunhyukiem (później z Super Junior) w trio R&B i razem po raz pierwszy pojawili się w przesłuchaniu Survival Audition – Heejun vs. Kangta, Battle of the Century z 2002 roku, w którym wystąpili byli członkowie H.O.T – Kangta i Moon Hee-jun – w roli mentorów przyszłych wokalistów.
U-Know Yunho, który podpisał kontrakt z SM Entertainment po wygranym konkursie 1st Annual SM Best Competition w 1999 roku. W 2001 roku pojawił się jako raper w debiutanckim singlu Dany, „Diamond”, i krótko z nią koncertował. W tym samym roku Hero Jaejoong został wybrany spośród 5000 osób podczas castingu przez SM Entertainment. Razem ze stażystami Heechulem i Kanginem, Yunho i Jaejoong dołączyli do grupy projektowej Four Seasons w 2002 roku, ale kwartet rozpadł się, gdy Yunho i Jaejoong zostali wybrani do nowego zespołu w 2003 roku. Heechul i Kangin zadebiutowali jako członkowie Super Junior dwa lata później.
Najmłodszy członek zespołu, Max Changmin, został również wybrany podczas przesłuchania, podczas którego zachwycił jurorów swoim silnym głosem. Micky Yoochun, który rozpoczął szkolenie zaledwie kilka miesięcy przed oficjalnym debiutem grupy w grudniu 2003 roku, był ostatnim członkiem, który dołączył do zespołu. Po kilku tygodniach treningów i prób nagrali swoją pierwszą piosenkę „Thanks To” i wykonali ją podczas S.M. New Face Showcase. Yunho został wyznaczony na przywódcę grupy.
TVXQ pojawili się na scenie 26 grudnia 2003 roku podczas wspólnego show piosenkarki BoA i Britney Spears.

### 2004–2005:Rising Sun
Debiutanckim wydawnictwem zespołu był singel CD Hug, który ukazał się 14 stycznia 2004 roku; tytułowym utworem była popowa, łatwo wpadająca w ucho piosenka. Płyta sprzedała się w liczbie 169 532 kopii w 2014 roku. Drugi singel CD, The Way U Are, ukazał się 23 czerwca. Tytułowa piosenka, w odróżnieniu do poprzedniej, była bardziej w stylu R&B i tanecznym. Płyta sprzedała się w nakładzie 214 069 egzemplarzy w 2014 roku.
11 listopada 2004 roku wydali pierwszy album, Tri-Angle. Główną piosenką była „Mideoyo” (kor. 믿어요), a tytułową piosenkę zaśpiewali razem z BoA i zespołem The TRAX.
6 grudnia tego samego roku wydali także minialbum Christmas Gift from TVXQ (kor. Christmas gift from 동방신기), na którym znalazły się kolędy i piosenki świąteczne.
Zainspirowany sukcesem japońskiej kariery muzycznej BoA, TVXQ podpisali kontrakt z japońską firmą Avex Group pod koniec 2004 roku. Członkowie nauczyli się japońskiego i udali się do Japonii, aby nagrać swój pierwszy singel. Przedstawieni jako Tōhōshinki (jap. 東方神起), wydał swój pierwszy japoński singel „Stay With Me Tonight” w kwietniu 2005 roku poprzez wytwórnię Rhythm Zone. Singel osiągnął 37 pozycję w tygodniowym rankingu singli Oricon. Przed powrotem do Korei, w celu przygotowania się do nagrania drugiego koreańskiego albumu Rising Sun, TVXQ wydali swój drugi japoński singel „Somebody To Love” w lipcu 2005 roku, który osiągnął 14 pozycję w rankingu singli. Debiut TVXQ w Japonii nie był tak udany, jak planowano, a grupa powiedziała, że ich pierwsze miesiące w Japonii były „trudne”. W sierpniu 2005 roku TVXQ wystąpili podczas dorocznej trasy koncertowej Avexu – A-Nation.
12 września wydali drugi koreański album Rising Sun, który zajął 4. pozycję w rocznym rankingu albumów Gaon Chart. Album ten został oficjalnie wydany w innych krajach dopiero w 2007 roku. Tydzień po wypuszczeniu płyty na rynek Hero złamał sobie nogę co uniemożliwiło mu tańczenie na występach i nie mógł brać udziału w niektórych występach promocyjnych. 2 listopada wydali trzeci japoński singel „My Destiny”. TVXQ wydali także singel Show Me Your Love razem z Super Junior. Pod koniec roku dostali nagrodę za najlepszy teledysk – Rising Sun oraz zdobyli nagrodę People’s Choice Award na 2005 Mnet KM Music Video Festival.

### 2006:„O”-Jung.Ban.Hap.i trasa w Japonii
W lutym 2006 roku TVXQ rozpoczęli swoją pierwszą międzynarodową trasę koncertową Rising Sun Tour. Składała się tylko z 6 koncertów, rozpoczęła się od czterech koncertów w Seulu, w Korei Południowej. 14 lipca 2006 roku odbył się koncert w Kuala Lumpur w Malezji, gdzie TVXQ byli pierwszym koreańskim artystą, który zorganizował koncert w tym kraju. Drugi i ostatni zagraniczny koncert trasy odbył się w Bangkoku w Tajlandii 15 lipca 2006 roku. 14 lipca ukazało się nagranie z ich koncertu w Korei – DVD zostało wydane sześć miesięcy później w styczniu 2007 roku, a początkowa sprzedaż wyniosła 38 tys. sztuk.
8 marca ukazał się czwarty japoński singel „Asu wa kuru kara” (jap. 明日は来るから), który osiągnął 22 pozycję w rankingu singli i został użyty jako 17. ending anime One Piece. Pierwszy japoński album studyjny Heart, Mind and Soul miał swoją premierę dwa tygodnie później, zajął 25 miejsce w rankingu albumów. 14 kwietnia ukazał się piąty singel – „Rising Sun/Heart, Mind and Soul”. Aby wesprzeć japońskie wydawnictwa, TVXQ odbyli swoją pierwszą japońską trasę koncertową, 1st Live Tour 2006: Heart, Mind and Soul, która trwała od maja do czerwca 2006 roku. Trasa składała się z jedenastu koncertów, które przyciągnęły 14 800 widzów. Po odbytej trasie, TVXQ wydali jeszcze dwa japońskie single: „Begin” i „Sky”.
Grupa wznowiła działalność koreańską, wydając swój trzeci koreański album „O”-Jung.Ban.Hap. 29 września 2006 roku. Album uplasował się na 1. pozycji na koreańskich listach przebojów i stał się najlepiej sprzedającą się płytą 2006 roku. Sukces tego albumu dał TVXQ cztery pożądane nagrody główne w 2006 roku podczas M.net KM Music Festival, w tym Artysta Roku i Najlepszy Zespół.
TVXQ wygrali wszystkie trzy nominacje podczas 16. Seoul Music Awards, a podczas 21. Golden Disk Awards zdobyli nagrodę Album Roku – główną nagrodę ceremonii. TVXQ odebrali także największe nagrody podczas SBS Gayo Daejeon. Międzynarodowy sukces albumu przyniósł grupie pierwszą nagrodę w Japonii, nagrodę Bess Buzz Asia in Korea podczas MTV Video Music Awards Japan.
W listopadzie 2006 roku TVXQ powrócili do Japonii, aby wydać swój ósmy japoński singel „miss you/„O”-Sei.Han.Gō” (jap. miss you/“O”-正・反・合), który znalazł się na 3. miejscu listy singli Oricon

### 2007: Japońska działalność
W styczniu 2007 roku TVXQ zapowiedzieli swoją drugą międzynarodową trasę koncertową TVXQ! The 2nd Asia Tour Concert „O”. Koncertowali w Seulu, Tajpej, Bangkoku, Kuala Lumpur, Szanghaju i Pekinie, a trasa w sumie przyciągnęła 390 tys. widzów.
24 stycznia TVXQ wydali dziewiąty singel japoński „Step by Step”, a 7 marca – singel „Choosey Lover”. Drugi japoński album zespołu, pt. Five in the Black ukazał się 14 marca 2007 roku i uplasował się na dziesiątym miejscu listy albumów Oricon. Druga trasa w Japonii, 2nd LIVE TOUR 2007 -Five in the Black-, trwała od maja do czerwca i przyciągnęła 46 600 widzów.
Po zakończeniu trasy grupa wydała jeszcze pięć singli: „Lovin’ you” (13 czerwca), „SUMMER ~Summer Dream/Song for you/Love in the Ice~” (1 sierpnia), „SHINE/Ride on” (19 września), „Forever Love” (14 listopada) oraz „Together” (19 grudnia). Wszystkie single zostały odnotowane w Top 5 listy Oricon.
TVXQ pojawili się także na trzydziestym ósmym singlu Kumi Kōdy – „Last Angel”, który został wykorzystany jako motyw przewodni japońskiej premiery filmu Resident Evil: Zagłada. Singel został wydany 7 listopada 2007 roku i uplasował się na 3. pozycji listy Oricon i wygrał nagrodę Best Collaboration Video podczas MTV Video Music Awards Japan.

### 2008: Trzeci japoński album i powrót do Korei
Szesnasty japoński singel TVXQ, „Purple Line”, został wydany 15 stycznia 2008 roku i stał się pierwszym singlem grupy, który zadebiutował na pierwszym miejscu listy Oricon Singles Chart. Trzeci japoński album, pt. T, ukazał się tydzień później i zadebiutował na czwartej pozycji. Dzięki komercyjnemu sukcesowi albumu i pozytywnym opiniom, TVXQ opóźnili swój powrót do Korei, aby skupić się bardziej na nowych japońskich wydawnictwach, a od lutego do marca zespół wydał serię pięciu singli z „projektu TRICK” (jap. TRICK企画 TRICK kikaku). Każdy singel zawierał utwór solowy w wykonaniu jednego z członków grupy, a także niektóre z ich własnych kompozycji. W celach promocyjnych grupa koncertowała w Japonii od marca do maja 2008 roku. Trasa T: 3rd Live Tour 2008 składała się z 17 koncertów i zgromadziła 150 tys. widzów, trzy razy więcej niż ich poprzednia trasa. Płyta DVD z koncertów, wydana w sierpniu 2008 roku, sprzedała się w liczbie 112 tys. egzemplarzy. W maju T otrzymał również złoty certyfikat od Recording Industry Association of Japan.
Krótko przed zakończeniem trasy T, TVXQ wydali swój 22. japoński singel „Beautiful you/Sennen koi uta”. Drugi utwór, „Sennen koi uta”, został wykorzystany jako japońska czołówka serialu koreańskiego Taewangsasingi. Pomimo niezadowalających ocen serialu w Japonii, singel został numerem jeden na liście Oricon, dzięki czemu TVXQ zostali pierwszym nie-japońskim wykonawcą azjatyckim, który wydał dwa single no. 1 w Japonii. Poprzedni rekord, został ustanowiony przez tajwańską artystkę Ou-yang Fei-fei 24 lata wcześniej. W lipcu 2008 roku TVXQ wydali kolejny japoński singel „Dōshite kimi o suki ni natte shimattandarō?”, który także zajął 1. pozycję na liście Oricon. Zespół wykonał piosenkę podczas spotkania z okazji 20. rocznicy Avex Group.
W sierpniu 2008 roku TVXQ powrócił do Korei, aby przygotować się do wydania czwartego koreańskiego albumu Mirotic. Grupa przejęła bardziej twórczą kontrolę nad tym albumem w porównaniu do poprzednich: Yunho napisał teksty rapu do kilku utworów, Junsu i Changmin napisali tekst do dwóch utworów, a Jaejoong i Yoochun nagrali własne solowe piosenki. Mirotic miał zostać wydany 24 września, ale ze względu na niespotykaną wcześniej liczbę zamówień przed premierą, wydanie zostało przełożone na 26 września. Album zadebiutował na pierwszej pozycji listy przebojów i sprzedał się w liczbie ponad 110 tys. kopii w pierwszym tygodniu, ustanawiając nowy rekord. Główny singel „Mirotic” stał się najpopularniejszym singlem w karierze TVXQ. Piosenka wygrała w sumie dziewięć największych nagród w koreańskich programach muzycznych (Inkigayo, Music Bank i M Countdown) i była reklamowana przez międzynarodowych krytyków jako bazowa piosenka K-popowa.
W październiku TVXQ wydali japońską wersję singla „Mirotic”, która znalazła się na szczycie Oriconu. TVXQ zostali pierwszą koreańską grupą, która wzięła udział w japońskim festiwalu muzyki Kōhaku Uta Gassen, a ich zaproszenie na to wydarzenie zostało uznane za jeden z największych osiągnięć ich japońskiej kariery muzycznej.

### 2009–2010: Pozew i podział zespołu
21 stycznia 2009 roku ukazał się dwudziesty piąty japoński singel „Bolero/Kiss The Baby Sky/Wasurenaide”, który również zajął 1. pozycję na liście Oricon. „Bolero” została użyta jako motyw przewodni japońskiego filmu Dance, Subaru! (jap. 昴-スバル-), a TVXQ również pojawili się w filmie w krótkich występach. W lutym 2009 roku zespół rozpoczął trzecią międzynarodową trasę, the 3rd Asia Tour: Mirotic, która przebiegła przez pięć miast w Azji. W marcu ukazał się czwarty japoński album studyjny The Secret Code, który sprzedał się w liczbie ponad 300 tys. kopii. Od maja do lipca trwała trasa 4th LIVE TOUR 2009 ~The Secret Code~ promująca płytę; składała się z 21 koncertów i zgromadziła 279 500 widzów. Ostatnie dwa koncerty odbyły się w Tokyo Dome, a TVXQ była pierwszą koreańską grupą, która wystąpiła na tym obiekcie. Płyta DVD z koncertem, która ukazała się we wrześniu, sprzedała się w ilości ponad 353 tys. egzemplarzy. TVXQ zostali pierwszym zagranicznym artystą, od dwudziestu lat, z płytą na pierwszym miejscu listy DVD Oriconu.
W lipcu członkowie Jaejoong, Yoochun i Junsu próbowali rozstać się ze swoją koreańską agencją SM Entertainment, twierdząc, że ich trzynastoletnia umowa była zbyt długa, harmonogramy były przeprowadzane bez zgody członków, a zyski były nieuczciwie rozdzielane. W październiku Centralny Sąd Rejonowy w Seulu przyznał trójce tymczasowy nakaz sądowy, a działalność grupy TVXQ w Korei została przerwana. W listopadzie Yunho i Changmin wydali wspólne oświadczenie popierające SM Entertainment i wezwali trójkę do szybkiego rozwiązania problemów związanych z zarządzaniem, jeśli chcą kontynuować karierę jako członkowie TVXQ. W wyniku sporu prawnego występ w Shenzhen na trasie Mirotic został odwołany na tydzień przed planowaną datą 21 listopada, a tym samym przedwcześnie zakończył trasę. Pomimo nakazu Jaejoong, Yoochun i Junsu utrzymali swoją działalność jako członkowie TVXQ pod kierownictwem Avex w Japonii, a grupa kontynuowała wydawanie nowych japońskich singli aż do początku 2010 roku. Ostatni publiczny występ członków odbył się 31 grudnia 2009 roku, na 60. Kōhaku Uta Gassen, gdzie wykonali piosenkę „Stand by U”.
W styczniu 2010 roku TVXQ wydali swój 2. singel „BREAK OUT!”, który pobił kolejny rekord najwyższej sprzedaży w pierwszym tygodniu dla zagranicznego artysty. 17 lutego TVXQ wydali album Best Selection 2010, który był największym hitem w Japonii – kompilacją hitów numer 1 zespołu, zawierającą single wydane po The Secret Code. Album sprzedał się w liczbie ponad 400 tys. egzemplarzy w pierwszym tygodniu, a do końca lutego uzyskał status podwójnej platyny według RIAJ. W marcu grupa wydała swój ostatni singel w pięcioosobowym składzie – „Toki o tomete”, który otrzymał certyfikat platyny.
3 kwietnia Avex ogłosiło zawieszenie japońskiej działalności TVXQ, informując, że każdy z członków zajmie się karierą solową. Jednak tydzień później Avex zapowiedziało utworzenie „specjalnej grupy” składającej się z Jaejoonga, Yoochuna i Junsu, później znanej jako JYJ – co doprowadziło do nieokreślonej przerwy Yunho i Changmina w działalności muzycznej. Po zapowiedzi nowej grupy SM Entertainment złożyło pozew przeciwko JYJ w celu zweryfikować ich kontrakty. W czerwcu 2010 roku JYJ złożyli pozew przeciwko SM Entertainment w celu unieważnienia wiążących ich kontraktów na wyłączność. Po pozwach SM Entertainment próbowało potępić JYJ i ich nową agencję C-JeS Entertainment, podczas gdy podczas całego postępowania sądowego Yunho i Changmin nie zabrali głosu w sprawie. W międzyczasie Avex wydał dwa albumy Greatest Hits TVXQ, w tym Complete Set Limited Box, które ukazały się 30 czerwca. Były to ostatnie wydawnictwa TVXQ w ramach umowy z Rhythm Zone.
Po kilku miesiącach braku aktywności, w sierpniu 2010 roku Yunho i Changmin wystąpili ponownie na koncercie w Seulu, części trasy SM Town Live '10 World Tour, gdzie wykonywali ponownie nagrane wersje starszych piosenek TVXQ. Ich występy w duecie otrzymały pozytywne reakcje publiczności, co skłoniło Yunho i Changmina do kontynuowania dalszych działań jako TVXQ bez udziału pozostałych trzech członków. Podjęto próbę dodania nowych członków do grupy, ale ich mentor Lee Soo-man zasugerował, że powinni kontynuować występy jako duet. Krótko po koncercie duet rozpoczął pracę nad swoim comabackiem i zatrudnili nowych producentów, w tym E-Tribe i Outsidaz. We wrześniu 2010 roku Avex porzucił JYJ, powołując się na konflikt z C-JeS Entertainment, a następnie 24 listopada zadeklarował wsparcie dla pozostających członków TVXQ – Yunho i Changmina, ogłaszając, że duet podpisał nowy kontrakt płytowy z siostrzaną wytwórnią Rhythm Zone – Avex Trax.

### 2011: Powrót jako duet,Keep Your Head DowniTone
5 stycznia Yunho i Changmin wypuścili swój pierwszy koreański album jako duet – Keep Your Head Down. Album zadebiutował na pierwszym miejscu listy Gaon Albums Chart i utrzymał swoją pozycję przez kolejny tydzień. Ze 230 922 sprzedanymi egzemplarzami do połowy 2011 roku, Keep Your Head Down otrzymał tytuł Albumu Roku za pierwszy kwartał 2011 na Gaon Charts K-Pop Awards. Także główny singel, „Why? (Keep Your Head Down)”, utrzymał silną pozycję na listach przebojów, zdobywając siedem razy pierwsze miejsce w programach muzycznych, takich jak Inkigayo, Music Bank i M Countdown. Japońska wersja tej piosenki, która została wydana w Japonii 26 stycznia 2011 roku, zdobyła wszystkie szczyty list przebojów i została drugim najlepiej sprzedającym się singlem TVXQ w Japonii, zdobywając certyfikat platynowej płyty od RIAJ. W marcu 2011 roku wydano repackage Keep Your Head Down z nowym singlem „Before U Go”. Singel ten uplasował się na dziewiątym miejscu na Gaon, czyniąc z albumu trzeci najlepiej sprzedający się album w Korei Południowej w 2011 roku.
W czasie promocji Keep Your Head Down Yunho i Changmin po raz pierwszy wypowiedzieli się publicznie o przerwie w działalności zespołu w 2010 roku i odłączeniu się JYJ. Według słów Yunho, JYJ weszli w „niezwykle głęboki konflikt” z ich wytwórnią, a członków zespołu podzieliły różnice nie do pogodzenia w kwestii poglądów co do ich kariery. Changmin dodał, że zespół pracował bardzo ciężko, aż do momentu, gdy wydawało się im, że będą mogli w końcu „zbierać owoce [ich] ciężkiej pracy”, ale zamiast być szczęśliwymi, musieli z ciężkim sercem wystąpić po raz ostatni razem. JYJ odpowiedzieli, że nie żałują swojej decyzji o opuszczeniu SM Entertainment. Również tekst „Keep Your Head Down” wzbudził zainteresowanie mediów spekulujących, iż jest to tekst skierowany przeciwko JYJ; jednak TVXQ wyjaśnili, że piosenka ta nie była skierowana do nikogo konkretnego i że podobne domysły pojawiałyby się, nawet jeśli wypuściliby inną piosenkę z innym tekstem. Yunho dodał, że „Ta piosenka mówi o uczuciach mężczyzny do kobiety, która go opuściła. Czasem może nam się wydawać, że piosenka opowiada dosłownie o naszych własnych doświadczeniach. W tym przypadku interpretacja w zupełności jest zależna od naszych własnych myśli”.
W lipcu 2011 roku TVXQ wydali swój trzydziesty drugi japoński singel „Superstar”, który do końca miesiąca zdobył status złotej płyty. W okresie od lipca do sierpnia duet koncertował po Japonii, na letniej trasie koncertowej A-Nation organizowanej przez wytwórnię Avex. Na ostatnim zamykającym trasę koncercie w Tokio TVXQ wystąpili jako ostatni artyści, łamiąc tym samym rekord Ayumi Hamasaki w zamykaniu tego koncertu osiem lat z rzędu. TVXQ byli także pierwszym zagranicznym artystą zamykającym festiwal. 28 września grupa wydała swój japoński album Tone, który został ich pierwszym japońskim albumem numer jeden. W pierwszym tygodniu sprzedał się w liczbie ponad 200 tys. egzemplarzy i uzyskał platynową płytę według RIAJ. TVXQ zostali tym samym drugim zagranicznym artystą w Japonii, który sprzedał ponad 200 tys. egzemplarzy płyty w tydzień; poprzedni rekord należał do Bon Jovi i ich albumu Crush z 2000 roku.
W ostatnich miesiącach 2011 roku, duet występował na serii festiwali muzycznych na całym świecie. Ich pierwszy występ miał miejsce 3 października na festiwalu Hallyu Dream Concert na stadionie Gyeongju Citizens’ Stadium w Korei Południowej. 9 października TVXQ uczestniczyli w New York Korea Festival w New Jersey, koncercie zorganizowanym przez KBS Global na pamiątkę 20. rocznicy wejścia Korei do ONZ. 23 października TVXQ wystąpili na koncercie SM Town w Nowym Jorku na Madison Square Garden i zdobyli tym samym międzynarodową uwagę mediów. TVXQ uczestniczyli również w 2011 K-pop Music Fest w Sydney, w Australii, zorganizowanym przez JK Entertaiment 12 listopada 2011 roku.
Ich świąteczny japoński singel „Winter” został wydany 30 listopada. Jedna z piosenek z tego singla, „Winter Rose”, została wybrana jako piosenka reklamowa w odcinku Seven & I Holding – Winter Gift. TVXQ wystąpili w tymże odcinku, którego premiera odbyła się 8 listopada. TVXQ wzięli także udział w kompilacyjnym świąteczno-zimowym albumie wydanym przez SM Entertainment – 2011 Winter SMTOWN – The Warmest Gift, i wydali piosenkę „Sleigh Ride”. 31 grudnia TVXQ wykonali „Keep Your Head Down” na 62. NHK Kōhaku Uta Gassen. To był ich pierwszy występ w Kōhaku od rozpadu zespołu, co przykuło uwagę mediów.

### 2012–2013: Przełomowy sukces w Japonii,Catch me,TIMEi trasy koncertowe
TVXQ rozpoczęli 2012 rok japońską trasą koncertową LIVE TOUR 2012 ~TONE~, na którą bilety zostały wyprzedane w ciągu kilku minut od wydania. Obejmująca w sumie dwadzieścia sześć koncertów w dziewięciu miastach trasa zgromadziła 550 tys. widzów, dwa razy więcej niż ich trasa z 2009 roku – 4th LIVE TOUR 2009 ~The Secret Code~. TVXQ stali też trzecim artystą zagranicznym, po Michaelu Jacksonie i Backstreet Boys, którzy wystąpili w Tokyo Dome trzy dni z rzędu, przyciągając ponad 165 tys. widzów. Ilość widzów Tone Tour była także największą mobilizacją japońskiej widowni przez koreańskiego artystę w tamtym czasie. Rekord ten został pobity także przez TVXQ rok później podczas ich kolejnej trasy LIVE TOUR 2013 ~TIME~.
Wraz z wydaniem ich trzydziestego czwartego japońskiego singla „STILL” w marcu 2012 roku, TVXQ zostali pierwszym zagranicznym artystą, którego dziesięć kolejnych singli znalazło się na pierwszym miejscu listy Oricon. W lipcu 2012 roku TVXQ zostali pierwszym artystą zagranicznym w Japonii, któremu udało się sprzedać ponad 3,1 miliona singli CD, tym samym łamiąc ponad dziesięcioletni rekord należący do amerykańskiego duetu The Carpenters. Zespół zorganizował też serię spotkań z fanami pt. „The Misssion”, które przyciągnęły ponad 100 tys. fanów.
TVXQ powrócili do Korei Południowej we wrześniu 2012 roku, aby wypuścić swój szósty koreański album Catch Me i zapowiedzieć swoją pierwszą światową trasę koncertową VXQ! Live World Tour „Catch Me”. Album został wydany w wersji elektronicznej 24 września i 26 września w wersji fizycznej. Album ten został drugim albumem wydanym przez duet i piątym TVXQ, który osiągnął numer jeden w rankingach w Korei Południowej, i utrzymał tę pozycję na Gaon Albums Chart przez trzy tygodnie. 26 listopada TVXQ wydali repackage album pt. Humanoids, który również zadebiutował na pierwszej pozycji. Dwa dni po wydaniu reedycji SM Entertaiment i JYJ wycofali pozwy przeciwko sobie i doszli do porozumienia kończąc swój trzyletni spór prawny. W ramach ugody obie strony stwierdziły, że nie będą dłużej interweniować w swoje wzajemne działania, i że kontrakty członków JYJ z SM Entertaiment zakończyły się w lipcu 2009 roku.
16 stycznia 2013 roku TVXQ zapowiedzieli na swojej oficjalnej japońskiej stronie wydanie ich szóstego japońskiego album TIME na 6 marca. Album stał się ich najszybciej sprzedającą się do tej pory płytą – sprzedano ponad 277 tysięcy egzemplarzy w miesiąc. Promujący go singel „Catch Me -If you wanna-” sprzedał się w ilości ponad 156 tys. egzemplarzy i uplasował się na szczycie listy Oricon Single Chart, dzięki czemu TVXQ stali się pierwszym zagranicznym artystą z dwunastoma tytułami na szczycie tej listy. W marcu zaproszono ich do wzięcia udziału w specjalnym albumie wydanym w hołdzie dla TRF. Wykonali cover „survival Dance ~no no cry more~” i byli jedynymi Koreańczyków biorącymi udział w tym nagraniu.
TVXQ ustanowili kilka rekordów podczas trasy 6th LIVE TOUR 2013 ~TIME~, która rozpoczęła się w Saitama Super Arena w kwietniu 2013 roku. Duet stał się pierwszym artystą K-popowym, a czwartym artystą zagranicznym, który zorganizował trasę po wszystkich pięciu japońskich obiektach Dome. Także jako pierwszy zagraniczny artysta muzyczny wystąpili na Nissan Stadium. Trasa przyciągnęła rekordową widownię 850 tys. osób i dodatkowe 40 tys. ludzi w kinach, gdzie była transmitowana; przyniosła prawie US$ 93 mln dochodu, łamiąc rekord trasy TONE.
26-27 grudnia 2013 roku TVXQ zagrali dwa koncerty pod tytułem Time Slip w International Exhibition Center w Ilsanseo-gu; koncerty były specjalnym prezentem dla fanów z okazji dziesięciolecia debiutu zespołu.

### 2014–2015:Tense,TREE, dziesiąta rocznica i służba wojskowa
Siódmy koreański album studyjny Tense został wydany 6 stycznia 2014 roku, był promowany jako wydawnictwo z okazji dziesięciolecia debiutu zespołu. Zadebiutował na pierwszym miejscu list Gaon Albums Chart i Hanteo Albums Chart. Krytycy muzyczni pozytywnie ocenili płytę, nazywając ją najlepszym dotychczasowym koreańskim albumem duetu. Główny singel „Something” zadebiutował na czwartym miejscu na Gaon Singles Chart i osiągnął siódme miejsce na Billboard Korea K-Pop Hot 100. W Japonii utwór „Something” został wydany jako CD singel z piosenką „Hide & Seek” 5 lutego 2014 roku (Hide & Seek/Something). 27 lutego ukazała się wersja repackage płyty, z nowym tytułem Spellbound (kor. 수리수리 (Spellbound) Surisuri (Spellbound)).
TREE, siódmy japoński album studyjny, został wydany 5 marca. Zadebiutował na pierwszym miejscu na liście albumów Oricon, czyniąc duet pierwszym zagranicznym zespołem w Japonii z trzema kolejnymi albumami ze sprzedażą ponad 200 tys. kopii w pierwszym tygodniu, przełamując trzynastoletni rekord Bon Jovi. Siódma japońska trasa koncertowa, ree: Live Tour 2014, odbyła się od kwietnia do czerwca. Zgromadziła w sumie ponad 600 tys. osób, dzięki czemu TVXQ zostali pierwszym międzynarodowym artystą w Japonii, który w ciągu ostatnich trzech lat zgromadził największą liczbę koncertowiczów – ponad 2 miliony.
30 sierpnia TVXQ zapowiedzieli swoją drugą trasę koncertową po obiektach Dome na początek 2015 roku, która była uczczeniem ich dziesiątej rocznicy kariery w Japonii. Towarzyszący trasie album studyjny WITH został wydany 17 grudnia i zadebiutował na pierwszym miejscu listy albumów Oricon. W międzyczasie duet rozpoczął również swoją światową trasę TVXQ! Special Live Tour – T1ST0RY celebrującą dziesięciolecie w branży K-popu.
26 grudnia 2014 roku, w jedenastą rocznicę debiutu grupy, w Szanghaju zostały zaprezentowane figury woskowe Changmina i Yunho w Muzeum Figur Woskowych Madame Tussaud. Z końcem 2014 roku TVXQ stali się piątym artystą pod względem łącznych przychodów ze sprzedaży płyt w Japonii w owym roku, wynoszącej 3,691 mld yenów.
Druga przerwa w aktywności duetu zaczęła się, Yunho rozpoczął obowiązkową służbę wojskową 21 lipca 2015 roku. Przed przystąpieniem do wojska TVXQ wydali specjalny album Rise as God, który zadebiutował na pierwszym miejscu listy Gaon Album Chart. Changmin rozpoczął służbę 19 listopada 2015 roku.

### 2017–2019: Powrót i trasy koncertowe
Yunho został zwolniony ze służby w dniu 20 kwietnia 2017 roku, podczas gdy Changmin został zwolniony 18 sierpnia 2017 roku. 21 sierpnia TVXQ zapowiedzieli swój powrót na scenę muzyczną z serią projektów, począwszy od koncertu. Od 30 września do 15 października odbyły się łącznie trzy koncerty TVXQ Special Comeback Live: Your Present, w Seulu i Makau. 25 października wydali japońską kompilację FINE COLLECTION ~Begin Again~, która zawierała utwory wydane przez duet od 2011 roku. Wydaniu płyty towarzyszyła trasa TOHOSHINKI LIVE TOUR 2017 〜Begin Again〜, która rozpoczęła się 11 listopada w Sapporo Dome i zakończyła się 10 stycznia 2018 roku na Nissan Stadium. TVXQ pobili kilka rekordów dzięki swojej trasie koncertowej: zostali pierwszą grupą muzyczną w Japonii, która zorganizowała trzydniowy koncert na Nissan Stadium, a także zostali pierwszym zagranicznym artystą, który zgromadził ponad milion widzów podczas jednej trasy – sprzedano ponad milion biletów na koncerty. „Reboot”, pierwszy japoński singel duetu od czasu ich przerwy, został wydany 20 grudnia 2017 roku. Zadebiutował na drugim miejscu listy Oricon Singles Chart.
Duet rozpoczął przygotowania do wydania ósmego koreańskiego albumu studyjnego po powrocie do Korei. New Chapter #1: The Chance of Love został wydany 28 marca 2018 roku, po dwutygodniowym okresie promocyjnym. Po premierze albumu duet ogłosił trasę Circle #welcome Tour, która rozpoczęła się koncertami na stadionie Jamsil Supplementary w Seulu w dniach 5 i 6 maja. Płyta zadebiutowała na pierwszym miejscu listy albumów Gaona. 19 września ukazał się dziewiąty japoński album pt. TOMORROW, który zadebiutował na 1. miejscu listy Oricon. Wydawnictwo promowała krajowa trasa Tomorrow Tour, która trwała od września 2018 do stycznia 2019 roku, z 33 przystankami. Była to najbardziej ekspansywna trasa TVXQ w Japonii. Kolejny singel „Jealous” ukazał się 21 listopada 2018 roku, zadebiutował na 1. miejscu listy Oricon Singles Chart. Dzięki temu pobili kilka rekordów: TVXQ stali się zagranicznym artystą o największej liczbie singli nr 1., z Top 10 oraz najwyższej łącznej sprzedaży w historii Oricon Singles Chart.
26 grudnia 2018 roku TVXQ wydali minialbum New Chapter #2: The Truth of Love, kontynuację płyty New Chapter #1, w dniu ich piętnastej rocznicy debiutu. Podobnie jak ich album Rise as God z 2015 roku, album ten został oznaczony jako „specjalny” album. Chociaż TVXQ nie promowali tego minialbumu, zadebiutowali na drugim miejscu listy albumów Gaona. W Japonii zadebiutował na 12 miejscu na liście albumów Oricon.
Ich dziesiąty japoński album pt. XV, wydany z okazji piętnastej rocznica debiutu w Japonii, ukazał się 16 października 2019 roku. Był to ósmy album TVXQ, który zadebiutował na szczycie Oricon Albums Chart, pobijając rekord BoA.

## Skład

### Obecni
| Pseudonim                        | Pseudonim | Prawdziwe imię | Prawdziwe imię | Prawdziwe imię | Data urodzenia      |
| Latynizacja                      | Hangul    | Latynizacja    | Hangul         | Hanja          | Data urodzenia      |
| -------------------------------- | --------- | -------------- | -------------- | -------------- | ------------------- |
| U-know Yunho                     | 유노윤호  | Jung Yun-ho    | 정윤호         | 鄭允浩         | 6 lutego 1986(dts)  |
| Max Changmin (Choikang Changmin) | 최강창민  | Shim Chang-min | 심창민         | 沈昌珉         | 18 lutego 1988(dts) |

### Byli
| Pseudonim                           | Pseudonim | Prawdziwe imię                            | Prawdziwe imię  | Prawdziwe imię  | Data urodzenia        | Uwagi                                               |
| Latynizacja                         | Hangul    | Latynizacja                               | Hangul          | Hanja           | Data urodzenia        | Uwagi                                               |
| ----------------------------------- | --------- | ----------------------------------------- | --------------- | --------------- | --------------------- | --------------------------------------------------- |
| Xiah Junsu                          | 시아준수  | Kim Jun-su                                | 김준수          | 金俊秀          | 15 grudnia 1986(dts)  | odszedł z zespołu w 2009 r., współtworzy zespół JYJ |
| Hero Jaejoong (YoungWoong Jaejoong) | 영웅재중  | Kim Jae-joong Przed adopcją: Han Jae-joon | 김재중 (한재준) | 金在中 (韓在俊) | 26 stycznia 1986(dts) | odszedł z zespołu w 2009 r., współtworzy zespół JYJ |
| Micky Yoochun                       | 믹키유천  | Park Yoo-chun                             | 박유천          | 朴有天          | 4 czerwca 1986(dts)   | odszedł z zespołu w 2009 r., współtworzy zespół JYJ |

## Fanklub
Oficjalny fanklub TVXQ nosi nazwę Cassiopeia, od Gwiazdozbioru Kasjopei w którym znajduje się 5 gwiazd – odpowiada to liczbie członków zespołu. Na klawiaturze komputerowej układ liter ‘TVfXQ’ przypomina Kasjopeję.
Cassiopeia jest największym fanklubem na świecie – liczy ponad 800 000 oficjalnych członków. Nieoficjalni fani nie są wliczani w tę liczbę. Rekord ten został zanotowany w Księdze Rekordów Guinnessa 2008.
Na terenie Japonii TVXQ ma drugi, również oficjalny fanklub „BigEast”.

## Filmy
Członkowie zespołu z wyjątkiem śpiewania zajmują się również grą aktorską. W ich filmach realizowane są ich własne pomysły. Grają oni zazwyczaj komedie z wątkami romantycznymi. Zrealizowane przez nich filmy to:
- Dangerous Love
- Finding the Lost Time
- First Love
- Masked Fencer
- Tokyo Holiday
- Unforgettable Love
- Uninvited Guest
- Vacation

(Filmy nie są podane w kolejności chronologicznej)

## Dyskografia
| Albumy studyjne - Tri-Angle (2004) - Rising Sun (2005) - „O”-Jung.Ban.Hap. (2006) - MIROTIC (2008) - Keep Your Head Down (2011) - Catch Me (2012) - Tense (2014) - Rise as God (2015) - New Chapter #1: The Chance of Love (2018) Minialbumy - Christmas Gift from TVXQ (2004) - New Chapter #2: The Truth of Love (2019) | Albumy studyjne - Heart, Mind and Soul (2006) - Five in the Black (2007) - T (2008) - The Secret Code (2009) - TONE (2011) - TIME (2013) - Tree (2014) - WITH (2014) - TOMORROW (2018) - XV (2019) |